# Uacari de l'Araçá
El uacari de l'Araçá (Cacajao ayresi) és un primat platirrí de la família dels pitècids que ha estat descobert recentment (2008). L'espècie fou descoberta al Brasil per un equip d'investigadors de la Universitat d'Auckland mentre seguien caçadors yanomami al llarg del riu Araçá, afluent del Rio Negro. En particular, aquests animals foren descobert on ningú no s'esperava trobar-hi uacaris, a causa de la presència de moltes espècies que hi competeixen per l'aliment.